# Nokia 1610
El Nokia 1610 fue un teléfono móvil GSM 900 fabricado por Nokia con el código de producto NHE-5NX. Fue lanzado en abril de 1996 y en su momento fue muy popular en todo el mundo. Disponía de una pantalla monocroma de 16 caracteres iluminada. Tenía 23 teclas. La antena era fija y no extraíble. En 1998 fue sustituido por el Nokia 5110.

## Características
- GSM 900 MHz

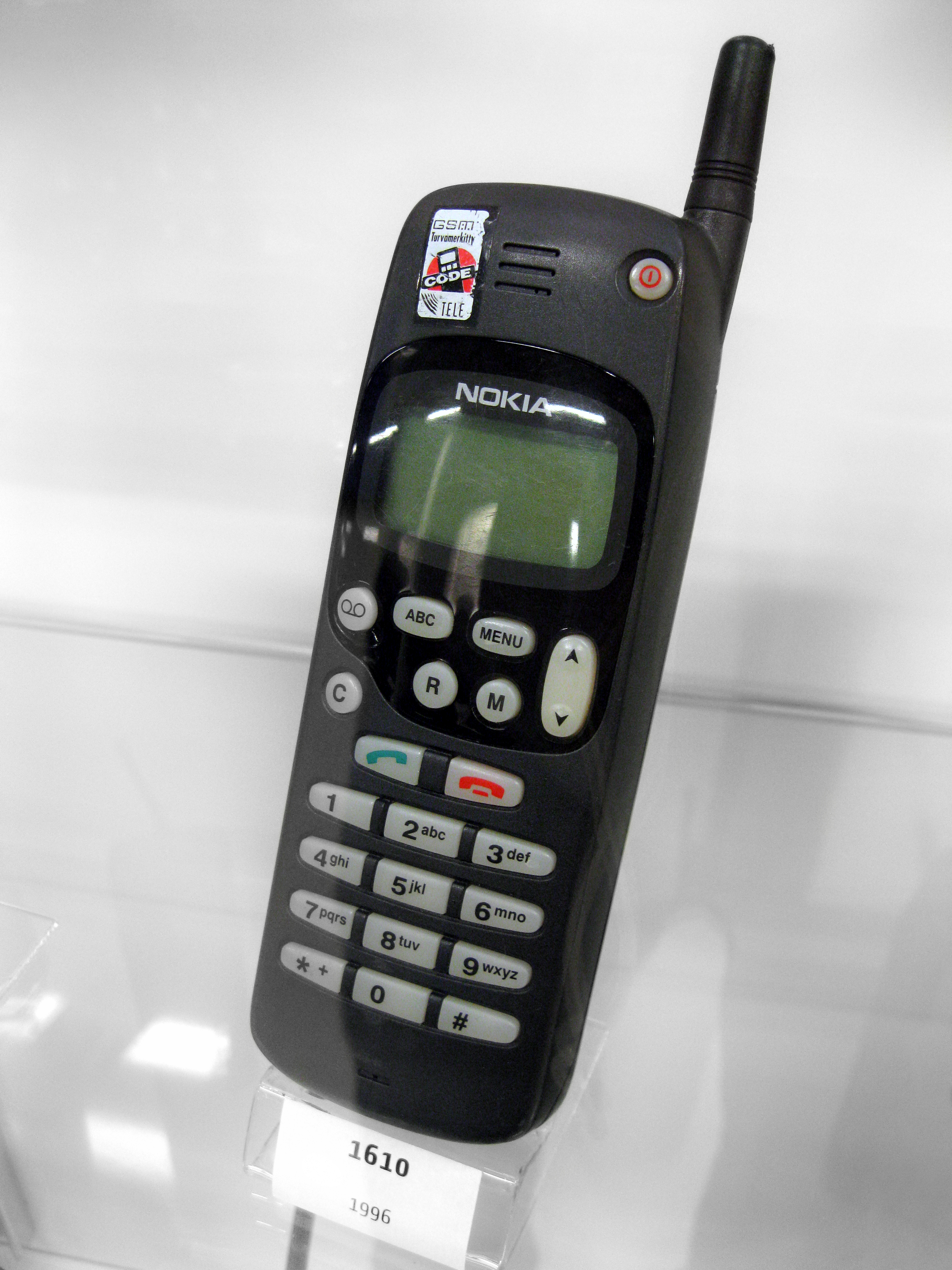
Nokia 1610

- Batería : Extraíble trasera de NiMh 600 mAh
  - Tiempo de espera : Hasta 100 h.
  - Tiempo de conversación : Hasta 210 min.
  - Tiempo de recarga: 170 min.
- Pantalla : Monocroma de 16 caracteres iluminada.
  - Indicador de cobertura.
  - Indicador del estado de carga de la batería.
  - Indicador del proceso de carga de la batería.
- Memoria: Hasta 199 posiciones alfanuméricas en la memoria SIM.
  - Recuperación desde la memoria por nombre o por número.
- Seguridad y control de costes:
  - Bloqueo de teléfono por código seleccionable.
  - Bloqueo para prevenir marcar accidentalmente.
  - Contador del tiempo de llamada.
  - Contador del coste de llamada.
  - Llamada con una tecla.
  - Bloqueo de llamadas.
- Controles y ajustes:
  - Luces encendidas/apagadas.
  - Tono de teclas.
  - Ajuste del volumen de llamada.
  - 5 tonos de llamada seleccionables.
- Tamaño : 160 x 58 x 28 mm.
- Peso : 250 g.
- Antena : externa, en la zona superior derecha.
- Tarjeta SIM : interna, del tamaño de una tarjeta de crédito. Hasta 199 teléfonos en la agenda SIM.
- Mensajes : Solo recibía SMS, hasta 160 caracteres. El Nokia 1611 permitía recibir y enviar mensajes SMS.[1]

## Accesorios
- Batería de hasta 1200 mAh